# 東北大学バスケットボール連盟
東北大学バスケットボール連盟（とうほくだいがく―れんめい）は、東北地区の6県に所在する大学バスケットボール部により構成された競技運営団体である。

## 歴史
東北学生バスケットボール連盟として発足。
1949年に第1回東北学生バスケットボール選手権大会を開催。2000年からは東北学生バスケットボールリーグ戦となる。
2008年、東北大学バスケットボール連盟に改称。

## 主な大会

### リーグ戦
- 2部制。1部は2シーズン制。2部は南奥羽と北奥羽に分かれ、トーナメントを実施する。入れ替え戦あり。全日本大学バスケットボール選手権大会の予選も兼ねる。

## 参加校（2019年）

### 男子

#### 1部
- 東北学院大学
- 岩手大学
- 仙台大学
- 富士大学
- 福島大学
- 青森中央学院大学

#### 2部

##### 北奥羽
- 秋田大学
- 八戸工業大学
- 八戸学院大学
- 弘前大学
- 岩手県立大学
- 盛岡大学
- 青森大学

##### 南奥羽
- 山形大学
- 会津大学
- 東北福祉大学
- 東北公益文科大学
- 宮城教育大学
- 東北工業大学
- 宮城大学
- 東北文教大学
- 石巻専修大学
- 東北大学

### 女子

#### 1部
- 仙台大学
- 東北学院大学
- 福島大学
- 山形大学
- 富士大学
- 岩手大学

#### 2部

##### 北奥羽
- 八戸学院大学
- 秋田大学
- 青森中央学院大学
- 弘前大学

##### 南奥羽
- 東北大学
- 尚絅学院大学
- 東北文教大学
- 宮城教育大学
- 東北福祉大学